# Bronisława Hanak
Bronisława Aniela Hanak (ur. 1 sierpnia 1946 w Książenicach) – polska geolog, profesor nadzwyczajny Politechniki Śląskiej.

## Życiorys
W 1970 ukończyła studia na Politechnice Śląskiej i pozostała na uczelni jako pracownik naukowo-badawczy i wykładowca. W 1976 obroniła przygotowaną pod kierownictwem prof. Wiesława Gabzdyla pracę „Petrograficzna charakterystyka węgli koksowych z kopalni Moszczenica dla określenia ich wzbogacalności” i uzyskała stopień doktora nauk technicznych w zakresie geologii. W 1994 habilitowała się przedstawiając rozprawę „Zróżnicowanie petrograficzne i chemiczno – technologiczne węgla płomiennego typu 31 z warstw łaziskich i libiąskich”. Zakres prac badawczych prowadzonych przez Bronisławę Hanak obejmuje geologię i petrologię węgla oraz mineralogię i geochemię odpadów przemysłowych. Pełniła funkcję członka oraz wiceprzewodniczącej wielu organizacji i stowarzyszeń naukowych m.in. International Committee of Coal and Organic Petrology i Normalizacyjnej Komisji Problemowej PKN ds. Paliw Naturalnych, była wiceprzewodniczącą w Polskim Towarzystwie Geologicznym Oddział Górnośląski. W latach 2000–2003 pełniła funkcję zastępcy dyrektora Instytutu Geologii Stosowanej ds. Nauki, w latach 2003-2013 była kierownikiem Zakładu Mineralogii, Petrografii i Geochemii Środowiska.
Dorobek naukowy Bronisławy Hanak obejmuje 65 publikacji, była promotorem obrony trzech doktoratów.

## Odznaczenia i nagrody
- Krzyż Kawalerski Orderu Odrodzenia Polski (2000)[4]
- Złota Odznaka honorowa „Zasłużony dla Górnictwa RP”
- Odznaka honorowa „Zasłużony dla polskiej geologii”